# Sapa Inka
Sapa Inka (od kečuanskog: jedini Inka), apsolutni vladar Kraljevstva Cuzco i kasnije, Carstva Inka. Bio je politički, vojni i vjerski poglavar države, a narod ga je štovao kao sina boga Sunca, Intija. Njegova moć bila je apsolutna, osobno je vodio vojsku i kretao se s dvorskom pratnjom po carstvu, kako bi osobno nadzirao javne službe i osiguravao politički poredak. Kao izaslanik boga na Zemlji, obnašao je i religijske funkcije te je vodio religijske ceremonije.
Vlast Sapa Inke bila je nasljedna. Imao je pravo na poligamiju, ali njegov nasljednik na prijestolju mogao je biti isključivo najstariji sin rođen u braku s njegovom sestrom, obično najstarijom, koja bi udajom za brata dobila počasnu titulu Coya).

## Vladari Inka

### Dinastija Cuzcohurin
- Manco Cápac (o. 1198. - o. 1228.)
- Sinchi Roca (o. 1228. - o. 1258.)
- Lloque Yupanqui (o. 1258. - o. 1288.)
- Mayta Cápac (o. 1288. - o. 1318.)
- Cápac Yupanqui (o. 1318. – 1348.)

### Dinastija Cuzcohanan
- Inca Roca (o. 1348. - o. 1378.)
- Yáhuar Huácac (o. 1378. - o. 1408.)
- Viracocha Inca (o. 1408. - o. 1438.)
- Pachacútec Yupanqui (1438. – 1471.)
- Túpac Inca Yupanqui (1471. – 1493.)
- Huayna Cápac (1493. – 1527.)
- Ninan Cuyochi (1527.)
- Huáscar (1527. – 1532.)
- Atahualpa (1532. – 1533.)

#### Španjolski eksponenti
- Túpac Huallpa (1533.)
- Manco Inca Yupanqui (1533. – 1536.)
- Paullu Inca (1536. – 1549.)

### Vladari Novog Carstva
- Manco Inca Yupanqui (1536. – 1544.) - kao samostalan vladar
- Sayri Túpac (1544. – 1560.)
- Titu Cusi (1563. – 1571.)
- Túpac Amaru (1571. – 1572.)